# Sistema Santa Bárbara
El Sistema Santa Bárbara es un sistema de dirección de tiro diseñado íntegramente en la República Argentina, utilizado por las unidades del arma de Artillería del Ejército Argentino en tareas de procesamiento de datos.

## Descripción
El sistema persigue facilitar la conducción del fuego de las unidades de Artillería de Campaña, permitiendo al operador obtener un rápido acceso a los datos primordiales que los elementos del arma requieren para operar en el campo de batalla —municiones, cálculo topográfico, almacenamiento de información táctica y logística— y así facilitar las actividades de las mismas.
Automatizando la transmisión y transformación de datos en órdenes para el tiro, conjuntamente con el enlace a todos los elementos necesarios para la obtención de los datos del blanco y conducción de la Unidad con las piezas, el sistema logra reducir los tiempos de reacción enemigos —desde la localización del blanco hasta lograr su eficaz aniquilación—, asegurando una mayor velocidad de respuesta frente a las fuerzas opositoras en un marco de mayor seguridad electrónica para los contingentes afectados en el terreno.

### Características
La prestación principal que el sistema otorga a las unidades de artillería radica en la capacidad de dirigir los fuegos, permitiendo mejorar la eficacia del apoyo de fuego —logrando así aplicar el volumen de fuego adecuado al tipo y dimensiones del blanco— con precisión, celeridad y eficacia.
Las virtudes del sistema, facilitan las tareas de comando, control, comunicaciones e inteligencia (C3I) de una unidad de artillería, logrando así un más eficiente intercambio, almacenamiento y actualización de información táctica y logística referidas a sus elementos dependientes. Esta particular relación dinámica otorga una mayor flexibilidad en cuanto a la configuración de la unidad —dotada con materiales de distintos tipos y calibres— y a la conducción de los fuegos en forma centralizada por parte del Grupo de Artillería, o descentralizada en cada una de las Baterías'.
A todas las funciones antes enumeradas, se suman la posibilidad de actualizar automáticamente el almacenamiento de munición de las diversas unidades a medida que la misma es consumida, la posibilidad de almacenar información y realizar cálculos topográficos sobre el terreno.

## Composición
Dentro de la estructura orgánica de un Grupo de Artillería, el sistema se compone de:
- 1 Equipo Central de Proceso del Grupo de Artillería (ECPGA)

- 3 Equipos Centrales de Proceso de Batería (ECPBa)

- 10 Terminales de Observador Adelantado (TOA)

- 3 Terminales de Oficial de Enlace (TOA)

- 18 Terminales de Jefe de Pieza (TJP)

- 18 Terminales Esclavas de Apuntador (TEA)

Cada terminal de las enlistadas, cuenta a su vez con un subsistema de comunicaciones digitales.

## Enlaces
- Sitio web del arma de Artillería

- Datos: Q9077972